# 9頭落馬事故
9頭落馬事故（きゅうとうらくばじこ）は、2010年1月11日に中山競馬場で競馬の競走中に発生した競走馬9頭が落馬した事故。中央競馬のレースで、1つのレースにおける落馬頭数としては中央競馬史上最多となる9頭が落馬した。

## 事故の概要
第4レース（メイクデビュー中山・3歳新馬戦、ダート1800メートル）は16頭立てで行われ、三浦皇成騎乗のノボプロジェクトが先頭に立ち、2番手を勝浦正樹騎乗のフォルメンが追走する展開でレース終盤を迎えた。
第4コーナーでフォルメンが大きくつまづき、勝浦が落馬。その影響が後続の競走馬に及び、結果的にフォルメンを含む9頭が落馬し、競走を中止する事態となった。ノボプロジェクトは1位で入線し、ほかに6頭の競走馬がゴールした。
審議の結果、ノボプロジェクトが「第4コーナーで急に外側に斜行し、フォルメンの走行を妨害した」として同馬は失格、騎乗していた三浦には開催4日間（2010年1月16日から1月24日まで）の騎乗停止処分が科された。三浦によると、第4コーナーでノボプロジェクトが「隣の馬をけりに行く感じ」で振り上げた左後脚がフォルメンの右前脚に接触した。
三浦は「馬の動き自体は小さいものだったが、これだけ大きな被害を出してしまい、申し訳なかった」とも述べたが、これに対し日本中央競馬会 (JRA) 裁決委員の久保厚は、「走行妨害の基準は、加害馬の動きの大きい小さいではなく、あくまで加害馬の動きの有無、被害の度合い、そして被害馬の走行に関する問題の有無という3つのポイント」と述べ、元騎手の坂井千明は「皇成の馬は本当にちょっとした動きだったんだけど、だからこそ避け切れなかったんだろう。大きなアクションがあれば、他の乗り役もすぐに気付いて回避行動を取るからね」と述べている。

## レース着順
| 着順     | 枠番 | 馬番 | 競走馬名           | 騎手           | オッズ  | 人気 | タイム | 上がり3ハロン | 着差     |
| -------- | ---- | ---- | ------------------ | -------------- | ------- | ---- | ------ | ------------- | -------- |
| 1着      | 6    | 11   | デプラータ         | 横山典弘       | 3.6倍   | 1    | 2:00.9 | 40.2          | 大差     |
| 2着      | 7    | 13   | トウカイシエロ     | 吉田隼人       | 28.7倍  | 7    | 2:01.5 | 41.0          | 3馬身1/2 |
| 3着      | 7    | 14   | ヴィーヴァジプシー | 伊藤工真       | 167.7倍 | 13   | 2:03.3 | 41.2          | 大差     |
| 4着      | 2    | 3    | ダークシャイン     | A.クラストゥス | 33.2倍  | 9    | 2:03.8 | 42.2          | 3馬身    |
| 5着      | 1    | 1    | サンマルキング     | 大野拓弥       | 337.3倍 | 15   | 2:05.3 | 43.3          | 9馬身    |
| 6着      | 4    | 8    | ナンヨービクトリー | 柴田善臣       | 99.1倍  | 11   | 2:13.6 | 51.9          | 大差     |
| 競走中止 | 1    | 2    | オンワードオルデン | 小林久晃       | 418.0倍 | 16   | —      | —             | —        |
| 競走中止 | 2    | 4    | ライラックパンチ   | 内田博幸       | 4.4倍   | 2    | —      | —             | —        |
| 競走中止 | 3    | 5    | トラストフウジン   | 柴山雄一       | 178.9倍 | 14   | —      | —             | —        |
| 競走中止 | 3    | 6    | ローレルデパール   | 北村宏司       | 16.6倍  | 6    | —      | —             | —        |
| 競走中止 | 4    | 7    | バトルスウィーパー | 中舘英二       | 30.4倍  | 8    | —      | —             | —        |
| 競走中止 | 5    | 9    | バルビゾン         | 後藤浩輝       | 130.1倍 | 12   | —      | —             | —        |
| 競走中止 | 6    | 12   | フォルメン         | 勝浦正樹       | 35.2倍  | 10   | —      | —             | —        |
| 競走中止 | 8    | 15   | シルクメガリス     | 松岡正海       | 4.9倍   | 3    | —      | —             | —        |
| 競走中止 | 8    | 16   | ジュアンレパン     | 蛯名正義       | 7.9倍   | 5    | —      | —             | —        |
| 失格     | 5    | 10   | ノボプロジェクト   | 三浦皇成       | 4.9倍   | 3    | 1:58.6 | 38.3          | 1位入線  |

### 払戻金
| 単勝式 | 11       | 360円    |
| 複勝式 | 11       | 180円    |
| 複勝式 | 13       | 800円    |
| 複勝式 | 14       | 2690円   |
| 枠連   | 6-7      | 3860円   |
| 馬連   | 11-13    | 4590円   |
| ワイド | 11-13    | 1570円   |
| ワイド | 11-14    | 5610円   |
| ワイド | 13-14    | 21590円  |
| 馬単   | 4-1      | 6970円   |
| 3連複  | 11-13-14 | 132270円 |
| 3連単  | 11-13-14 | 462840円 |

## 被害
落馬により競走を中止した9頭の馬体に異常は見られなかったが、落馬した9名のうち6名が負傷した。症状は以下のとおりである。
- 内田博幸 - 左尺骨近位骨幹部骨折[† 2]
- 蛯名正義 - 口唇裂傷、背部打撲
- 中舘英二 - 顔面挫傷、頸椎捻挫
- 後藤浩輝 - 腹部・腰部打撲
- 勝浦正樹 - 右大腿部筋挫傷
- 松岡正海 - 口腔内裂傷、左側胸部打撲

このうち内田は2月20日まで、蛯名、中舘、勝浦、松岡の4名は当日の騎乗を取り止めた。なお後藤は軽症であったため当日の騎乗を続行した。

## 安全域の確保
事故後、競馬マスコミの一部が「三浦が内ラチ（馬場内側にあるラチ）との間に1頭分の安全域を確保しなかったことが失格処分の理由である」と報道した（一例としてスポニチアネックスの記事）。落馬した騎手の一人である蛯名正義も東京スポーツ（2010年1月15日付）で、「『馬1頭分』ほど開ける必要はないと思うが、安全に走れるだけのスペースを設けるのは当然」、「明文化されたルールではないが、オレらよりずっと先輩たちの時代から受け継がれてきた暗黙の了解」と述べた。この件についてフリーライターの棚井伸一郎がJRAの裁決委員久保厚を質したところ、久保は1月11日の落馬事故では「安全域確保の有無はノボプロジェクトの失格および三浦に対する騎乗停止処分の判断材料とはなっていない」としたうえで、明文化されていないものの「騎手として当然の注意義務の一つ」であり、1993年以降新人騎手を対象とした研修において安全域の確保について指導していると述べた。

## 事故に対する見解
- 先述の坂井千明は、三浦の騎乗法を自動車の運転に例え、「スピードに乗ったまま無理にハンドルを切り、後輪が外側へ流れた」ようなものだとしたうえで、「集中して真っ直ぐに走ってくれるようなことは、ほぼ考えられない」新馬戦でそのような騎乗法をとったことについて「皇成に油断があったのかもしれない。古馬に乗っているような感じだったからね。厳しいことを言うようだけど、騎乗停止処分も当然じゃないかな」と述べている[6]。
- 被害馬ジュアンレパンに騎乗していた蛯名正義は、事故の原因は「ノボプロジェクトが内ラチに接近しすぎ接触し、その反動で左後ろ脚が他馬にぶつかった」ことにあると指摘し、「事前にもっと距離を取っていれば防げた事故かもしれない。まして今回は危険度の高い新馬戦。不注意騎乗と言われても仕方ないだろう」と述べている[8]。
- 事故の前年まで三浦が厩舎に所属していた調教師の河野通文は「決して皇成の肩を持つ訳ではありませんが、外側の馬が寄せて来てストレスをかけてるのも確か」と述べている[9]。